# Dries Hoefhamer
Dries Hoefhamer (Elburg, 14 juli 1764 – aldaar, 11 februari 1844) was een Nederlands notaris en burgemeester (schout).
Hoefhamer werd geboren in Elburg als telg uit een geslacht van smeden. Op 21 maart 1792 trouwde hij in de Broederkerk in Kampen met Gerritje van Zuuk uit Epe. Hoefhamer was notaris in Elburg en omgeving en daarnaast onder andere stadssecretaris, vrederechter, zaakwaarnemer en burgemeester van de gemeente Oldebroek.